# Cleòpatra I
Cleòpatra I o Cleòpatra Sira (en llatí Cleopatra, en grec antic Κλεοπάτρα Σύρα), que va néixer circa el 215 aC i va morir circa el 176 aC, fou reina d'Egipte.
Era filla del selèucida Antíoc III el Gran i de Laodice III, i germana de Seleuc IV Filopàtor i d'Antíoc IV. Es va casar amb Ptolemeu V Epífanes potser el 193 aC. Va rebre la Celesíria com a dot però Antíoc, el seu pare, va rebutjar després aquest acord.
Va tenir tres fills: Ptolemeu VI Filomètor, Cleòpatra II i Ptolemeu VIII Evergetes II. L'any 187 aC se li van confiar funcions administratives i a la mort del seu marit el 180 aC va assolir la regència del seu fill Ptolemeu VI Filomètor fins que va morir el 176 aC.